# Cry Cry Cry
Pour la chanson de Johnny Cash, voir Cry! Cry! Cry!.
 (avril 2025).
La mise en forme du texte ne suit pas les recommandations de Wikipédia : il faut le « wikifier ».
Les points d'amélioration suivants sont les cas les plus fréquents :
- Les titres sont pré-formatés par le logiciel. Ils ne sont ni en capitales, ni en gras.
- Le texte ne doit pas être écrit en capitales (les noms de famille non plus), ni en gras, ni en italique, ni en « petit »…
- Le gras n'est utilisé que pour surligner le titre de l'article dans l'introduction, une seule fois.
- L'italique est rarement utilisé : mots en langue étrangère, titres d'œuvres, noms de bateaux, etc.
- Les citations ne sont pas en italique mais en corps de texte normal. Elles sont entourées par des guillemets français : « et ».
- Les listes à puces sont à éviter, des paragraphes rédigés étant largement préférés. Les tableaux sont à réserver à la présentation de données structurées (résultats, etc.).
- Les appels de note de bas de page (petits chiffres en exposant, introduits par l'outil «  Source ») sont à placer entre la fin de phrase et le point final[comme ça].
- Les liens internes (vers d'autres articles de Wikipédia) sont à choisir avec parcimonie. Créez des liens vers des articles approfondissant le sujet. Les termes génériques sans rapport avec le sujet sont à éviter, ainsi que les répétitions de liens vers un même terme.
- Les liens externes sont à placer uniquement dans une section « Liens externes », à la fin de l'article. Ces liens sont à choisir avec parcimonie suivant les règles définies. Si un lien sert de source à l'article, son insertion dans le texte est à faire par les notes de bas de page.
- La présentation des références doit suivre les conventions bibliographiques. Il est recommandé d'utiliser les modèles {{Ouvrage}}, {{Chapitre}}, {{Article}}, {{Lien web}} et/ou {{Bibliographie}}. Le mode d'édition visuel peut mettre en forme automatiquement les références.
- Insérer une infobox (cadre d'informations à droite) n'est pas obligatoire pour parachever la mise en page.

Pour une aide détaillée, merci de consulter Aide:Wikification.
Si vous pensez que ces points ont été résolus, vous pouvez retirer ce bandeau et améliorer la mise en forme d'un autre article.
Albums de Wolf Parade
Wolf Parade
(2016)
Cry Cry Cry est le quatrième (et dernier en date) album du groupe de rock indépendant Wolf Parade, sorti sur le label Sub Pop en 2017.
Il fait suite à l'EP Wolf Parade, sorti l'année précédente mais succède en tant qu'album à Expo 86, sorti quant à lui 7 ans auparavant.
L'album s'est classé à la 82e place des charts canadiens.

## Liste des titres
1. "Lazarus Online" (Krug) – 3 min 26 s
2. "You're Dreaming" (Boeckner) – 3 min 39 s
3. "Valley Boy" (Krug) – 3 min 39 s
4. "Incantation" (Boeckner) – 4 min 23 s
5. "Flies on the Sun" (Boeckner) – 3 min 43 s
6. "Baby Blue" (Krug) – 6 min 00 s
7. "Weaponized" (Boeckner) – 6 min 40 s
8. "Who Are Ya" (Krug) – 3 min 44 s
9. "Am I an Alien Here" (Krug) – 3 min 36 s
10. "Artificial Life" (Boeckner) – 3 min 48 s
11. "King of Piss and Paper" (Krug) – 4 min 48 s